# Lütfullah Kayalar
Lütfullah Kayalar (* 1952 in Akdağmadeni, Provinz Yozgat) ist ein türkischer Jurist und Politiker.

## Leben
Kayalar studierte Rechtswissenschaften an der Ankara Üniversitesi und arbeitete anschließend als Rechtsanwalt in Yozgat und Ankara. 1983 wurde er Mitglied der Anavatan Partisi (ANAP) und wurde für die Provinz Yozgat in die türkische Nationalversammlung gewählt. In den Kabinetten von Turgut Özal und Yıldırım Akbulut war Lütfullah Kayalar zwischen 1989 und 1991 Minister für Landwirtschaft, Forsten und ländliche Angelegenheiten und im Kabinett von Mesut Yılmaz 1996 Finanzminister.
Bei dem Parteitag der ANAP am 5. August 2001 in Ankara bewarb sich Kayalar um den Vorsitz seiner Partei, unterlag in der Kampfabstimmung aber Mesut Yılmaz.
Bis 2002 saß Kayalar in der Nationalversammlung. Vor den Parlamentswahlen im Jahr 2007 wollten sich die Demokrat Parti und die ANAP zusammenschließen und gemeinsam antreten, doch das Bündnis scheiterte kurz vor Ablauf der Frist. Kayalar verließ daraufhin seine Partei und trat auf Einladung des Parteivorsitzenden Deniz Baykal in die Cumhuriyet Halk Partisi (CHP) ein.
2015 trat Kayalar als unabhängiger Kandidat im Wahlkreis Yozgat an, verpasste den Einzug in das Parlament mit 11,47 % aber.
Kayalar ist verheiratet und hat zwei Kinder.